# Sopubia decumbens
Sopubia decumbens là loài thực vật có hoa thuộc họ Cỏ chổi. Loài này được Hiern miêu tả khoa học đầu tiên năm 1898.